# Leiodytes gracilis
Leiodytes gracilis är en skalbaggsart som först beskrevs av Gschwendtner 1933.  Leiodytes gracilis ingår i släktet Leiodytes och familjen dykare. Inga underarter finns listade i Catalogue of Life.